# Kalledevarapura, Jagalur
Kalledevarapura là một làng thuộc tehsil Jagalur, huyện Davanagere, bang Karnataka, Ấn Độ.